# Kokoona filiformis
Kokoona filiformis är en benvedsväxtart som först beskrevs av M. Laws., och fick sitt nu gällande namn av C. E. C. Fischer. Kokoona filiformis ingår i släktet Kokoona och familjen Celastraceae. Inga underarter finns listade.